# Symphonie no 6 de Vaughan Williams
Pour les articles homonymes, voir Symphonie no 6.
La symphonie en mi mineur de Ralph Vaughan Williams (symphonie no 6) a été composée entre 1944 et 1948, pendant et immédiatement après la Seconde Guerre mondiale. Dédiée à Michael Mullinar, elle a été créée par Sir Adrian Boult et l'Orchestre symphonique de la BBC en avril 1948.
L'œuvre est en quatre mouvements :
1. Allegro
2. Moderato
3. Scherzo (Allegro vivace)
4. Epilogue (moderato)

Le quatrième mouvement, dont le caractère musicalement statique et uniforme est unique dans l'histoire de la musique symphonique de par son absence de thème et de développement propres, est quelquefois rattaché au mouvement précédent, ce qui fait que pour certains l'œuvre ne consiste qu'en trois mouvements.
La sixième symphonie représente le sommet du corpus musical de Vaughan Williams. C'est à beaucoup d'égards sa composition la plus expressive et audacieuse : la violence et la richesse thématique et rythmique des premier et troisième mouvements sont compensés par le caractère déchirant du mouvement (semi)-lent et la méditation mortuaire de l'épilogue.
Certains commentateurs ont vu dans l'œuvre une réflexion sur la guerre atomique : un portrait de la folie du monde (trois premiers mouvements) puis de sa conséquence, la fin de toute vie terrestre (épilogue). Mais le compositeur a nié tout programme extra-musical.

## Discographie
La discographie est dominée par l'enregistrement d'Adrian Boult qui, en termes de clarté, d'équilibre, de dynamisme et d'intelligence restera sans doute éternellement la référence. Bernard Haitink et John Barbirolli ont cependant également laissé des lectures intéressantes, celle de Haitink procédant d'une approche nettement plus intellectuelle.[réf. nécessaire]